# Арзгун
Арзгун (рос. Арзгун) — улус Курумканського району, Бурятії Росії. Входить до складу Сільського поселення Аргада.
Населення — 796 осіб (2015 рік).